# مسجد شهرآباد
مسجد شهرآباد یا مسجد جامع شهرآباد مربوط به اواسط دوره قاجار است و در شهرستان بردسکن، بخش شهرآباد، انتهای بلوار مرکزی شهرآباد واقع شده و این اثر در تاریخ ۱۴ اسفند ۱۳۸۵ با شمارهٔ ثبت ۱۷۸۷۷ به‌عنوان یکی از آثار ملی ایران به ثبت رسیده است.